# Nérigean

Nérigean este o comună în departamentul Gironde din sud-vestul Franței. În 2009 avea o populație de 867 de locuitori.

## Evoluția populației
| An        | 1975 | 1982 | 1990  | 1999 | 2006 | 2009 |
| --------- | ---- | ---- | ----- | ---- | ---- | ---- |
| Populație | 654  | 948  | 1.036 | 880  | 884  | 867  |